# Demetrio Carceller Coll
Demetrio Carceller Coll (1929 - Galapagar, Madrid, 29 de septiembre de 2023) fue un heredero multimillonario y empresario hispanoportugués.

## Biografía
Carceller Coll heredó dos empresas de su padre, el ministro franquista Demetrio Carceller Segura, la cadena de gasolineras Disa Corp, y la cervecería española Damm. A través de Corporación Económica Damm, S.A., filial de Damm, S.A. es accionista de la empresa alimentaria española Ebro Foods y la constructora Sacyr.
Carceller Coll estaba casado y tenía cuatro hijos, y vivió entre Londres y Portugal. Sus negocios pasaron a manos de su hijo, Demetrio Carceller Arce.
En 2016 Carceller Coll fue condenado por trece delitos contra la Hacienda pública, y su hijo, Demetrio Carceller Arce, por cuatro. Para evitar la cárcel pagó una multa histórica a Hacienda de 92 millones de euros. La sentencia estableció que había simulado su residencia en Portugal y forjó un entramado societario con empresas en Holanda para evadir el pago de impuestos al fisco español.